# Dysdera inopinata
Dysdera inopinata este o specie de păianjeni din genul Dysdera, familia Dysderidae, descrisă de Dunin, 1991. Conform Catalogue of Life specia Dysdera inopinata nu are subspecii cunoscute.